# Hemenex
Hemenex (zkomolenina z anglického ham and eggs, v překladu šunka s vejci) je druh jednoduchého teplého pokrmu. Lze jej připravit několika způsoby, buď se do vejce smaženého na pánvi nakrájí kousíčky šunky, nebo lze větší kus šunky opéct spolu s vejcem, do něhož se zapracuje. Vzniklý pokrm se dochutí solí a pepřem, případně též paprikou. Podává se často s chlebem nebo topinkou a lze přidat i zeleninovou oblohu.